# Ophioplinthus wallini
Ophioplinthus wallini är en ormstjärneart som först beskrevs av Ole Theodor Jensen Mortensen 1925.  Ophioplinthus wallini ingår i släktet Ophioplinthus och familjen fransormstjärnor. Inga underarter finns listade i Catalogue of Life.